# 3322 Лидија
3322 Лидија (енгл. 3322 Lidiya) је астероид главног астероидног појаса са средњом удаљеношћу од Сунца која износи 2,391 астрономских јединица (АЈ).
Апсолутна магнитуда астероида је 12,4.